# Hateoas
Hypermedia as the Engine of Application State (HATEOAS) és una categoria dintre de l'estil arquitectònic de programació REST consistent en substituir parts de la informació representada per enllaços, de manera que l'aplicació que descarrega la informació pot, des de ni tan sols saber manegar l'estructura d'aquesta informació, fins a descarregar-la posteriorment i tractar-la.
El principal avantatge és que l'aplicació client i l'aplicació servidor poden evolucionar de forma independent. Això és perquè, sense tocar l'estructura de la informació, podem enviar per cada element una llista de parells etiqueta-URL i fer-la créixer des del servidor. El client sempre entendrà l'estructura de la llista i només anirà a buscar informacions que són per ell conegudes.

## Exemple
Tenim una aplicació que gestiona la informació d'un empleat. El client ha de conèixer l'estructura (número d'empleat, informació sobre hores i llista d'enllaços.

En un cert moment volem afegir informació sindical. Des del servidor podem habilitar la nova URL i afegir-la a les dades de l'empleat. L'aplicació client funcionarà com sempre i podrà suportar la nova funcionalitat posteriorment.
```
{

 
"empleat"
:
 
{

 
"numero"
:
 
12345
,

 
"hores"
:
 
{

 
"unitat"
:
 
"hores"
,

 
"periode"
:
 
"setmana"
,

 
"valor"
:
 
40.00

 
},

 
"links"
:
 
{

 
"horesfetes"
:
 
"/empleat/12345/horesfetes"
,

 
"festesemprades"
:
 
"/accounts/12345/festesemprades"
,

 
"sindicat"
:
 
"/accounts/12345/informaciosindical"

 
}

 
}

}

```